# رؤیای سهراب
رؤیای سهراب فیلم ایرانی در سبک زندگینامه‌ به کارگردانی و نویسندگی علی قوی‌تن، محصول سال ۱۳۹۷ می‌باشد.

## خلاصه داستان
این فیلم روایتی از زندگی سهراب سپهری شاعر و نقاش است که برای نخستین بار در سینمای ایران، ساخته شده‌است.

## بازیگران
- مهدی سلطانی
- علی قوی‌تن در نقش سهراب سپهری
- لاله اسکندری
- حسن علیرضایی
- ترلان پروانه
- بهاره کیان افشار[۳]
- مینا جعفرزاده[۴]
- محمد برسوزیان

## سایر عوامل
- مجری طرح: حامد قوی‌تن
- دستیار اول کارگردان و برنامه‌ریز: رامین مشکین مقدم
- طراح صحنه و لباس: مجید نیامراد
- صداگذاری: بهروز شهامت
- طراح گریم: رحیم مهدی‌خانی